# 자무엘 핀치

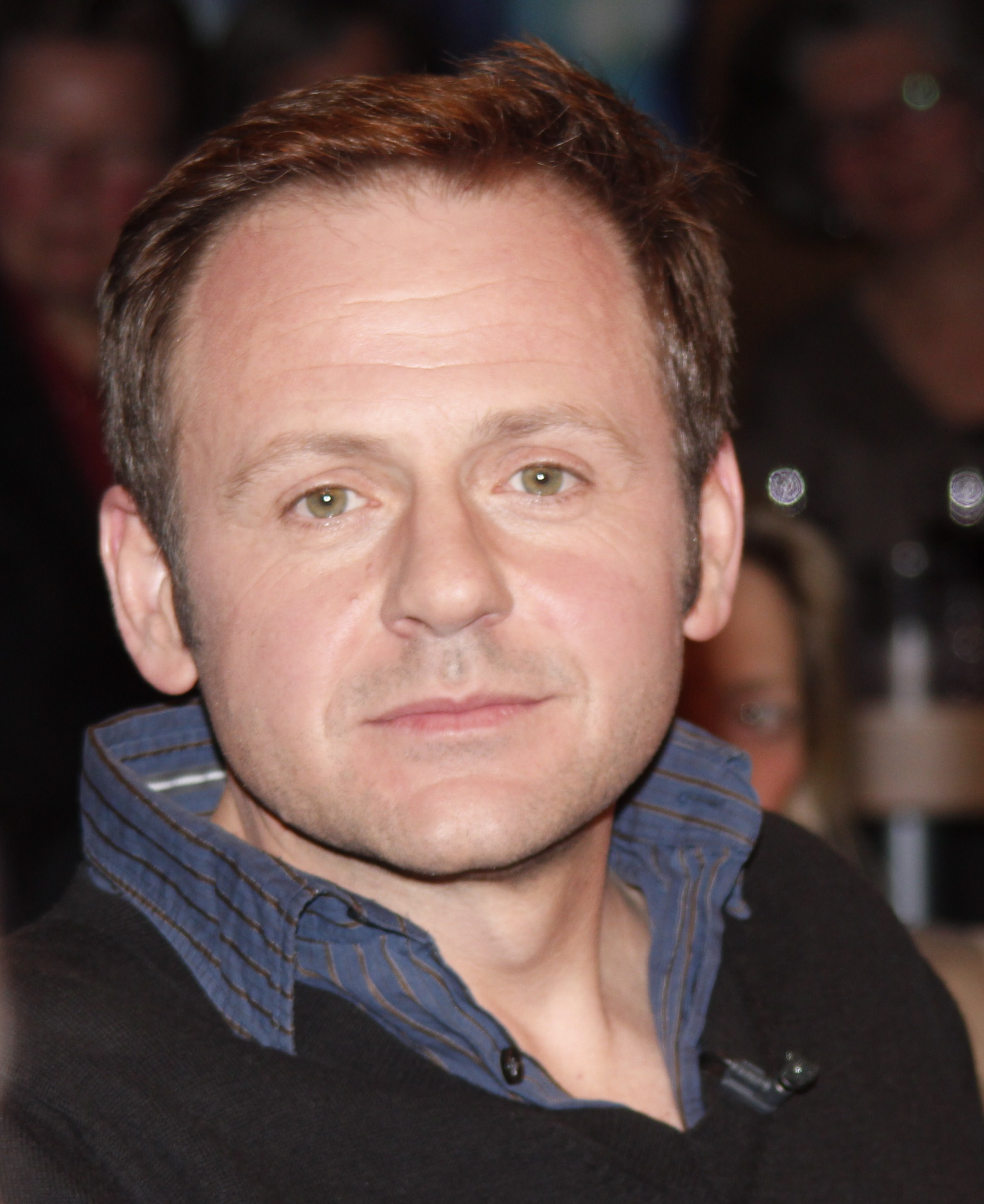

자무엘 핀치(독일어: Samuel Finzi, 1966년 1월 20일 ~ )는 독일의 배우이다.
불가리아 플로브디프에서 태어났다.

## 영화
- 클라센트레펜 (2018년)
- 더 캡틴 (2017년) - 로거 역
- 마리 퀴리 - 지식의 용기 (2016년)
- 프리츠 랑 (2016년)
- 몽키 킹 (2016년)
- 펑크 (2015년)
- 아웃사이드 더 박스 (2015년)
- 하프 브라더스 (2015년)
- 마초맨 (2015년)
- 워스트 케이스 시나리오 (2014년)
- 꼬꼬바 2 (2013년)
- 더 인벤션 오브 러브 (2013년)
- 루드비히 2세 (2012년)
- 더 컬러 오브 더 카멜리온 (2012년)